# Maya Rudolph
Pour les articles homonymes, voir Rudolph.
Maya Rudolph est une actrice, chanteuse, scénariste et productrice américaine, née le 27 juillet 1972 à Gainesville (Floride).
Elle est considérée comme l'une des révélations de l'émission humoristique phare de la National Broadcasting Company (NBC), Saturday Night Live, à partir de 2000. Dès lors, elle alterne cinéma et télévision et est aussi active dans le domaine du doublage.
Elle joue des rôles importants ou des seconds rôles remarqués, dans des longs métrages tels que The Last Show, Idiocracy, Away We Go, Mes meilleures amies, Friends with Kids, Cet été-là, Inherent Vice, Sisters, Mère incontrôlable à la fac. À la télévision, elle enchaîne les apparitions en tant qu'invitée vedette, ce qui lui vaut, notamment, trois propositions pour le Primetime Emmy Award de la meilleure actrice invitée dans une série télévisée comique.

## Biographie

### Jeunesse et formation
Née à Gainesville, en Floride, elle est la fille de la chanteuse de soul Minnie Riperton et de l'auteur-compositeur et producteur Richard Rudolph. Elle a des origines juives ashkénazes par son père et afro-américaines par sa mère,. Son grand-père paternel est Sydney Rudolph, philanthrope qui fut propriétaire de la totalité des restaurants Wendy's et Rudy's à Dade County, en Floride. Ses parents déménagent à Los Angeles quand son frère Marc et elle étaient très jeunes et ont grandi principalement dans le quartier de Westwood.
Maya était dans le studio avec sa mère le jour où elle enregistra Lovin 'You et on peut entendre Riperton chanter le nom de sa fille à la fin de la chanson, mais seulement dans la version non éditée ou celle de l'album. Elle l'incorpore dans son interprétation du titre au Midnight Special, en 1975.
Minnie Riperton décède d'un cancer du sein en juillet 1979, quelques jours avant l'anniversaire de sa fille.
La marraine de Maya Rudolph est la chanteuse de R&B Teena Marie.
En grandissant, elle fait sa scolarité au Crossroads School, à Santa Monica, où elle se lie d'amitié avec sa camarade de classe, Gwyneth Paltrow, puis poursuit ses études à l'Université de Californie à Santa Cruz, où elle ressort diplômée en 1995 d'un baccalauréat en photographie.

### Carrière

#### Saturday Night Liveet révélation comique
Elle fait ses débuts à la télévision en 1997 avec un rôle récurrent dans la série La Vie à tout prix, suivi d'un rôle principal dans la série City of Angels, trois ans plus tard.
C'est durant cette même période qu'elle fait également ses débuts cinématographiques avec des seconds rôles dans Pour le pire et pour le meilleur, Bienvenue à Gattaca, Chuck & Buck, Duos d'un jour, où elle supervisa la musique, et 1 duplex pour 3.
Après des débuts assez discrets, elle est finalement révélée en mai 2000, lorsqu'elle rejoint le casting du Saturday Night Live, en tant qu'actrice vedette à partir des trois derniers épisodes de la saison 1999-2000, après un passage en tant que membre de la troupe d'improvisation The Groundlings, où elle rencontra un futur collègue au sein de l'émission, Will Forte.
Elle crée une galerie de personnages au sein de l'émission, incluant l'attorney Glenda Goodwin et Megan, de la série de sketches Wake Up, Wakefield!, mais a également incarné des personnes existantes telles que :
- Amanda Byram
- Ananda Lewis
- Barbra Streisand
- Bern Nadette Stanis (Thelma Evans dans Good Times)
- Beyoncé
- Billie Burke
- Brenda Song
- Charo
- Christina Aguilera
- Condoleezza Rice
- Darcel Wynne
- Diana Ross
- Donatella Versace
- Donna Fargo
- Emily Robison
- Fredricka Whitfield
- Gayle King
- Halle Berry
- Ivanka Trump
- Ja'net DuBois (Willona Woods dans Good Times)
- Janel Moloney
- Jennifer Lopez
- Joyce "Fenderella" Irby
- Justin Guarini
- Kamala Harris
- Kara Saun
- Kristin Davis (Charlotte York dans Sex and the City)
- LaToya Jackson
- Lisa Kudrow
- Lisa Ling
- Lucy Liu
- Lynda Lopez
- Macy Gray
- Mario Vázquez
- Mary Roach
- Maya Angelou
- Melinda Doolittle
- Melissa Stark
- Michelle Obama
- Mýa
- Nelly Furtado
- Omarosa Manigault
- Oprah Winfrey
- Paris Hilton
- Patti LaBelle
- Penny Marshall (Laverne DeFazio du Laverne & Shirley)
- Phylicia Rashad (Clair Huxtable du The Cosby Show)
- Rocsi
- Scott Joplin
- Teresa Heinz
- Tera Patrick
- Tina Turner
- Tyra Banks
- Valerie Simpson
- Vanessa Hudgens (Gabriella Montez dans High School Musical 3)
- Wanda Sykes
- Whitney Houston

C'est en 2005 qu'elle obtient un rôle de premier plan dans le dernier film réalisé par Robert Altman, The Last Show. Auparavant, elle a été la co-vedette de Luke Wilson dans la comédie de science-fiction Idiocracy, dont la sortie fut retardée jusqu'en septembre de l'année suivante de façon limitée.
Elle double le personnage de Raiponce dans le troisième volet des aventures de Shrek, série de films d'animations produit par la DreamWorks, puis participe au doublage d'un épisode de la série d'animation Les Simpson.
Après une participation à la série Kath & Kim, elle tient, au cinéma en 2009, la tête d'affiche aux côtés de John Krasinski dans la comédie dramatique Away We Go, qui lui vaut plusieurs nominations à plusieurs prix pour sa prestation, puis enchaîne deux pures comédies, tout d'abord Copains pour toujours, incarnant l'épouse de Chris Rock et Mes meilleures amies, incarnant une future mariée, où elle retrouve son ex-partenaire du Saturday Night Live, Kristen Wiig, également co-scénariste du long-métrage.
Ces deux longs-métrages deviennent les plus grands succès commerciaux de l'actrice à ce jour.

#### Cinéma et télévision
Entre 2011 et 2012, elle est l'une des actrices principales de la sitcom Up All Night, diffusée sur NBC, aux côtés de Christina Applegate et Will Arnett. Le programme connaît cependant une production difficile, et au milieu de sa seconde saison, celle-ci est arrêtée pour repenser le format. Mais cet arrêt s'avère finalement définitif.
Entre 2013 et 2016, elle tourne de nombreux longs métrages et s'illustre, principalement, dans le registre de la comédie : D'abord, Copains pour toujours 2 qui réitère le succès du premier opus, elle seconde ensuite le tandem formé à l'écran par les actrices Amy Poehler et Tina Fey dans Sisters et donne aussi la réplique à l'oscarisée Julianne Moore pour Maggie a un plan. Elle participe à la parodie Popstar : Célèbre à tout prix.
Se démarque de la pure comédie, le policier Inherent Vice avec Josh Brolin, Joaquin Phoenix et Reese Witherspoon dans lequel elle n'a qu'un rôle secondaire, et la comédie dramatique, présentée au Festival du film de Sundance 2013, Cet été-là avec Liam James, Sam Rockwell, Steve Carell et Toni Collette.
Parallèlement, elle tourne toujours pour la television et apparaît notamment dans la mini-série The Spoils Before Dying, mais aussi Drunk History, The Grinder, Angie Tribeca et Brooklyn Nine-Nine.
Entre 2017 et 2018, elle poursuit la pratique du doublage pour les séries télévisées d'animation Big Mouth et Baymax et les Nouveaux Héros. Au cinéma, aussi, elle prête sa voix, notamment pour les longs métrages : Angry Birds, le film, Le Monde secret des Emojis et Opération Casse-noisette 2.
En 2018, elle joue dans plusieurs épisodes de la série comique nommée aux Golden Globes, The Good Place avec Kristen Bell. La même année, elle porte et co-produit, avec Fred Armisen, la comédie dramatique Forever, distribuée par Prime Video. Il est d'ailleurs annoncé, dans le même temps, une collaboration entre l'actrice et le géant américain, ainsi que Natasha Lyonne, afin de produire des nouveaux projets à destination de la plateforme.
Au cinéma, elle retrouve quelques de ces complices : d’abord Melissa McCarthy pour les comédies Mère incontrôlable à la fac et Carnage chez les Puppets. Puis, Amy Poehler qui la dirige dans Un week-end à Napa, une autre comédie distribuée par Netflix.
En 2019, elle obtient sa troisième proposition au Primetime Emmy Award de la meilleure actrice invitée dans une série télévisée comique grâce à sa participation à The Good Place.

### Vie privée
Elle est la compagne du réalisateur Paul Thomas Anderson, avec qui elle a trois filles, nées le 15 octobre 2005, le 6 novembre 2009 et en août 2013,, et un fils né le 3 juillet 2011.

## Filmographie
Sauf indication contraire, les informations mentionnées dans cette section peuvent être confirmées par la base de données cinématographiques IMDb,  présente dans la section « Liens externes ».

### Actrice

#### Cinéma

##### Longs métrages
- 1997 : Bienvenue à Gattaca (Gattaca) d'Andrew Niccol : Delivery Nurse
- 1997 : Pour le pire et pour le meilleur (As Good as It Gets) de James L. Brooks : Policewoman
- 2000 : Duos d'un jour (Duets) de Bruce Paltrow : Omaha Karaoke Hostess
- 2000 : Chuck & Buck de Miguel Arteta : Jamilla
- 2003 : Amour et Amnésie (50 First Dates) de Peter Segal : Stacey
- 2003 : 1 duplex pour 3 (Duplex) de Danny DeVito : Tara
- 2004 : Wake Up, Ron Burgundy: The Lost Movie d'Adam McKay : Kanshasha X
- 2006 : The Last Show (A Prairie Home Companion) de Robert Altman : Molly
- 2006 : Idiocracy (Idiocracy) de Mike Judge : Rita
- 2009 : Away We Go de Sam Mendes : Verona
- 2010 : MacGruber de Jorma Taccone : Casey
- 2010 : Copains pour toujours de Dennis Dugan : Deanne McKenzie
- 2011 : Mes meilleures amies (Bridesmaids) de Paul Feig : Lillian Donovan
- 2011 : Friends with Kids de Jennifer Westfeldt : Leslie
- 2013 : Copains pour toujours 2 (Grown Ups 2) de Dennis Dugan : Deanne McKenzie
- 2013 : Cet été-là (The Way, Way Back) de Nat Faxon et Jim Rash : Caitlyn
- 2015 : Sisters de Jason Moore : Brinda Cliffert
- 2015 : Inherent Vice de Paul Thomas Anderson : Petunia Leeway
- 2015 : Maggie a un plan de Rebecca Miller : Felicia
- 2016 : Mr. Pig de Diego Luna : Eunice
- 2016 : Popstar : Célèbre à tout prix d'Akiva Schaffer et Jorma Taccone : Deborah
- 2017 : Michael Bolton's Big, Sexy Valentine's Day Special de Scott Aukerman et Akiva Schaffer : elle-même
- 2017 : CHiPs de Dax Shepard : Sgt. Gail Hernandez
- 2017 : We Don't Belong Here (en) de Peer Pedersen : Joanne
- 2018 : Mère incontrôlable à la fac (Life of the Party) de Ben Falcone : Christine
- 2018 : Carnage chez les Puppets (The Happytime Murders) de Brian Henson : Bubbles
- 2019 : Un week-end à Napa (Wine Country) d'Amy Poehler : Naomi
- 2019 : Booksmart d'Olivia Wilde : voix de motivation
- 2020 : Hubie Halloween de Steven Brill
- 2021 : Licorice Pizza de Paul Thomas Anderson : Gale
- 2022 : Il était une fois 2 (Disenchanted) d'Adam Shankman : Malvina Monroe
- 2024 : Blue et Compagnie (IF) de John Krasinski (voix)

##### Courts métrages
- 1999 : A Glance Away de Brin Hill : Jordan
- 2001 : Frank's Book de R.A. White : Fantasy Player
- 2008 : Prop 8: The Musical d'Adam Shankman : California Gays and The People That Love Them
- 2010 : Presidential Reunion de Ron Howard et Jake Szymanski : Michelle Obama
- 2011 : Fight for Your Right Revisited d'Adam Yauch : Metal Chick
- 2017 : Cabiria, Charity, Chastity de Natasha Lyonne : Chastity
- 2019 : The Unauthorized Bash Brothers Experience de Mike Diva et Akiva Schaffer : Val Gal
- 2019 : Soif de Nicole Delaney : The Mosquito

##### Films d'animation
- 2007 : Shrek le troisième (Shrek the Third) de Chris Miller et Raman Hui : Raiponce (voix)
- 2011 : Zookeeper : Le Héros des animaux (Zookeeper) de Frank Coraci : Mollie, la girafe (voix)
- 2013 : Turbo de David Soren : Braise (voix)
- 2014 : Les Nouveaux Héros (Big Hero 6) de Don Hall et Chris Williams : Cass Hamada (voix)
- 2014 : Opération Casse-noisette (The Nut Job) de Peter Lepeniotis : Precious (voix)
- 2015 : Strange Magic de Gary Rydstrom : Griselda (voix)
- 2016 : Angry Birds, le film de Clay Kaytis et Fergal Reilly : Matilda (voix)
- 2016 : My Entire High School Sinking Into the Sea de Dash Shaw : Verti (voix)
- 2017 : Le Monde secret des Emojis de Tony Leondis : Smiler (voix)
- 2017 : Opération Casse-noisette 2 de Cal Bunker : Precious (voix)
- 2019 : La Grande Aventure Lego 2 de Mike Mitchell : la mère (voix)
- 2019 : Angry Birds : Copains comme cochons de Thurop Van Orman : Matilda (voix)
- 2020 : La Famille Willoughby (The Willoughbys) de Kris Pearn et Cory Evans : Nanny (voix)
- 2021 : Les Mitchell contre les machines de Michael Rianda et Jeff Rowe : Linda Mitchell (voix)
- 2023 : Ninja Turtles: Teenage Years (Teenage Mutant Ninja Turtles: Mutant Mayhem) de Jeff Rowe et Kyler Spears : Cynthia Utrom (voix)

#### Télévision

##### Téléfilms
- 1997 : La Malédiction de Nikki (The Devil's Child) de Bobby Roth : Holly
- 2015 : A Very Murray Christmas de Sofia Coppola : la chanteuse Lounge
- 2017 : Pharmacy Road de Jake Szymanski : Lucy Flerng
- 2017 : A Christmas Story Live! de Scott Ellis et Alex Rudzinski : La mère Parker

##### Séries télévisées
- 1996-1997 : Chicago Hope : La Vie à tout prix (Chicago Hope) : infirmière Leah Martine (5 épisodes)
- 1999 : True Love de Michael Lembeck (pilote non retenu)
- 2000 : Action : Phina (1 épisode)
- 2000 : City of Angels : infirmière Grace Patterson (15 épisodes)
- 2001 : TV Funhouse : Oprah (1 épisode)
- 2006 : Campus Ladies : le professeur Theresa Winslow Fabré (1 épisode)
- 2008-2009 : Kath et Kim : Athena Scooberman (5 épisodes)
- 2011-2012 : Up All Night : Ava Alexander (35 épisodes)
- 2014-2015 : The Awesomes : Lady Malocchio (9 épisodes)
- 2015 : The Spoils Before Dying : Fresno Foxglove (mini-série, 4 épisodes)
- 2015 : Drunk History : The Black Widow - Griselda Blanco (1 épisode)
- 2016 : The Grinder : Jillian (4 épisodes)
- 2016 : Angie Tribeca : Jackie Wilder (1 épisode)
- 2016 : Brooklyn Nine-Nine : U.S. Marshall Karen Haas (2 épisodes)
- 2016 : Documentary Now! : Anita (1 épisode)
- 2016 : Brothers in Atlanta : Shirley (pilote non retenu)
- 2017 : Nobodies : elle-même (1 épisode)
- 2017 : Unbreakable Kimmy Schmidt : Dionne Warwick (1 épisode)
- 2018 : Forever : June Hoffman (8 épisodes)
- 2018 : I Love You, America : Lady Liberty (1 épisode)
- 2018-2020 : The Good Place : Jen Le Juge (11 épisodes)
- 2022-2024 : Loot : Molly Novak (20 épisodes)

##### Séries d'animation
- 2007 : Les Simpson (The Simpsons) : Julia (voix originale, épisode : Le Barbier de Springfield)
- 2014 : Les Griffin : Chloe (voix originale, 1 épisode)
- 2016 - 2018 : Mike Tyson Mysteries : Kimber Smallman / Gracela / Dilma Rousseff (voix originale, 2 épisodes)
- 2017 - 2019 : Big Mouth : personnages variés (voix originale, 31 épisodes)
- 2017 - 2019 : Baymax et les Nouveaux Héros : personnages variés (voix originale, 25 épisodes)
- 2019 : Bless the Harts : Betty Hart (voix, 13 épisodes)

##### Émissions de télévision
- 2000-2010 / 2014-2016 / 2019 : Saturday Night Live : elle-même / personnages variés (156 épisodes)
- 2004 : Soundtracks Live (émission spéciale) d'Amy Miles et Amy Poehler : Caroline Mulford
- 2009 : Saturday Night Live: Weekend Update Thursday : Oprah Winfrey (1 épisode)
- 2014 : The Maya Rudolph Show (émission spéciale) de Beth McCarthy-Miller : elle-même
- 2016 : Maya & Marty : personnages variés / Melania Trump (6 épisodes

#### Clip vidéo
- 2006 : Dick in a Box de The Lonely Island feat. Justin Timberlake

#### Jeux vidéo
- 2019 : Vader Immortal: A Star Wars VR Series--Episode I (VG) : ZO-E3 (voix originale)
- 2019 : Vader Immortal: A Star Wars VR Series--Episode II (VG) : ZO-E3 (voix originale)
- 2019 : Vader Immortal: A Star Wars VR Series--Episode III (VG) : ZO-E3 (voix originale)

### Productrice
- 2014 : The Maya Rudolph Show (émission spéciale)
- 2016 : Maya & Marty (émission de télévision), 6 épisodes
- 2018 : Forever (série télévisée), 8 épisodes - productrice exécutive
- 2020 : Sarah Cooper: Everything's Fine (émission spéciale)
- 2022-2024 : Loot (série télévisée), 20 épisodes

### Scénariste
- 2016 : Maya & Marty (émission de télévisione), 6 épisodes
- 2020 : Sarah Cooper: Everything's Fine (émission spéciale)

## Distinctions
Sauf indication contraire ou complémentaire, les informations mentionnées dans cette section proviennent de la base de données IMDb.

### Récompenses
- MTV Movie & TV Awards 2012 : meilleur moment « WTF » pour Mes meilleures amies
- Film Independent's Spirit Awards 2015 : Robert Altman Award pour Inherent Vice
- Gold Derby Awards 2018 : meilleure actrice invitée dans une série télévisée comique pour The Good Place
- Online Film & Television Association 2018 : meilleure actrice invitée dans une série télévisée comique pour The Good Place
- Gold Derby Awards 2019 : 
  - Meilleure actrice invitée dans une série télévisée comique pour The Good Place
  - Meilleure actrice invitée de la décennie dans une série télévisée comique pour The Good Place
- Online Film & Television Association 2019 : meilleure actrice invitée dans une série télévisée comique pour The Good Place
- Primetime Emmy Awards 2019 : meilleure actrice invitée dans une série télévisée comique pour Saturday Night Live

### Nominations
- Gold Derby Awards 2004 : meilleure performance dans une émission de variétés pour Saturday Night Live
- Satellite Awards 2005 2005 : meilleure actrice invitée dans une série télévisée comique pour Saturday Night Live
- Gotham Independent Film Awards 2006 : meilleure distribution pour The Last Show
- Critics' Choice Movie Awards 2007 : meilleure distribution pour The Last Show
- Gold Derby Awards 2007 : meilleure distribution pour The Last Show
- NAACP Image Awards 2007 : meilleure actrice invitée dans une série télévisée comique pour Saturday Night Live
- Chicago Film Critics Association 2009 : meilleure actrice pour Away We Go
- St. Louis Film Critics Association 2009 : meilleure actrice pour Away We Go
- Utah Film Critics Association Awards 2009 : meilleure actrice pour Away We Go
- Washington DC Area Film Critics Association Awards 2009 : meilleure actrice pour Away We Go
- Black Reel Awards 2010 : meilleure actrice pour Away We Go
- Phoenix Film Critics Society Awards 2011 : meilleure distribution pour Mes meilleures amies
- Satellite Awards 2011 : meilleure actrice dans un second rôle dans une série télévisée pour Up All Night
- Teen Choice Awards 2011 : meilleure actrice dans un film comique pour Mes meilleures amies
- Black Reel Awards 2012 : meilleure actrice dans un second rôle pour Mes meilleures amies
- Central Ohio Film Critics Association Awards 2012 : meilleure distribution pour Mes meilleures amies
- Gold Derby Awards 2012 : meilleure distribution pour Mes meilleures amies
- NAACP Image Awards 2012 :
  - Meilleure actrice dans un second rôle dans une série télévisée comique pour Up All Night
  - Meilleure actrice dans un second rôle pour Mes meilleures amies
- NAMIC Vision Awards 2012 : meilleure actrice dans une série télévisée comique pour Up All Night
- Primetime Emmy Awards 2012 2012 : meilleure actrice invitée dans une série télévisée comique pour Saturday Night Live
- Satellite Awards 2012 : meilleure actrice dans un second rôle dans une série télévisée pour Up All Night
- Screen Actors Guild Awards 2012 : meilleure distribution pour Mes meilleures amies
- Phoenix Film Critics Society Awards 2013 : meilleure distribution pour Cet été-là
- Black Reel Awards 2014 : meilleure performance de doublage pour Turbo
- Black Reel Awards 2015 : meilleure performance de doublage pour Big Hero 6
- Black Reel Awards 2016 : meilleure performance de doublage pour Strange Magic
- Prix Ariel 2017 : meilleure actrice pour Mr. Pig
- Gold Derby Awards 2017 : meilleure actrice invitée dans une série télévisée comique pour Unbreakable Kimmy Schmidt
- Online Film & Television Association 2017 : meilleure performance féminine dans un programme de variétés pour Maya & Marty
- Writers Guild of America Awards 2017 : meilleure comédie/variété pour Maya & Marty
- Black Reel Awards 2018 :
  - Meilleure performance de doublage pour Opération casse-noisette 2
  - Meilleure performance de doublage pour Le Monde secret des Emojis
- Primetime Emmy Awards 2018 : meilleure actrice invitée dans une série télévisée comique pour The Good Place
- Black Reel Awards for Television 2019 : meilleure actrice invitée dans une série télévisée comique pour The Good Place
- Online Film & Television Association 2019 : meilleure performance de doublage dans une série d'animation pour Big Mouth
- Primetime Emmy Awards 2019 : meilleure actrice invitée dans une série télévisée comique pour The Good Place

## Voix francophones
En version française, Barbara Delsol est la voix régulière de Maya Rudolph. Annie Milon l'a doublée à cinq reprises tandis que Déborah Perret l'a doublée à quatre reprises.
En version québécoise, elle est principalement doublée par Catherine Hamann.